# Galium gracilicaule
Galium gracilicaule là một loài thực vật có hoa trong họ Thiến thảo. Loài này được Bacigalupo & Ehrend. mô tả khoa học đầu tiên năm 1973.